# 慈悲
仏教において慈悲（じひ）とは、他の生命に対して楽を与え、苦を取り除くこと（抜苦与楽）を望む心の働きをいう。
また目下の相手に対する「あわれみ、憐憫、慈しみ」(mercy) の気持ちを表現する場合にも用いられる。
慈悲は元来、4つある四無量心（四梵住）の徳目「慈・悲・喜・捨」（じ・ひ・き・しゃ）の内、最初の2つをひとまとめにした用語・概念であり、本来は慈（いつくしみ）、悲（あわれみ）と、別々の用語・概念である。
- 慈はサンスクリット語の「マイトリー (maitrī)」に由来し、「ミトラ (mitra)」から造られた抽象名詞で[注 1]、本来は「衆生に楽を与えたいという心」の意味である[1]。
- 悲はサンスクリット語の「カルナー」に由来し、「人々の苦を抜きたいと願う心」の意味である[1]。大乗仏教においては、この他者の苦しみを救いたいと願う「悲」の心を特に重視し、「大悲」(mahā-karunā)と称する。

これはキリスト教などのいう、優しさや恩寵、憐憫の想いではない。仏教においては一切の生命は平等である。楽も苦も含め、すべての現象は縁起の法則で生じる中立的なものであるというのが、仏教の中核概念であるからである。

## 大乗仏教圏における慈悲の思想的発展
大乗経典を用いる仏教では、慈と悲を含む四無量心を三種に説く。「衆生縁」「法縁」「無縁」の三縁である。いわば慈悲心の生起する理由とその在り方をいう。
1. 衆生縁とは、衆生（しゅじょう、jantu，sattva）を対象とする慈悲心である[2]。有情縁とも言う[注 2]。
2. 法縁とは、すべてのものごと（法）は実体がなく空であると知って、執著を断じてから起こす慈悲心[2]。
3. 無縁とは、何者をも対象とせずに起こす慈悲心[2]。それは仏にしかない心であるという[2]。

この三縁の慈悲とは、第一は一般衆生の慈悲、あわれみの心をいい、第二は聖人、つまり阿羅漢や菩薩の位にあるものの起こす心、第三は仏の哀愍の心であると言える。